# Rio Balașca
O Rio Balaşca é um rio da Romênia afluente do rio Bortofălău, localizado no distrito de Covasna.